# Maschhad
Maschhad, auch Meschhed oder Masched, traditionell Mäschhäd (in englischer Schreibung Mashhad; persisch مشهد, DMG Mašhad /mæʃˈhæd/), ist die Hauptstadt der iranischen Provinz Razavi-Chorasan und die zweitgrößte Stadt Irans. Sie liegt 850 km östlich von Teheran auf einer Höhe von rund 985 m am Fluss Kaschaf. Maschhad ist ein politisches und religiöses Zentrum, das jährlich von mehr als 20 Millionen Touristen und Pilgern besucht wird. Die Stadt gilt als eine der sieben heiligen Stätten des schiitischen Islam, denn dort befindet sich der heilige Schrein des achten schiitischen Imams Reza als einzige Grabstätte eines schiitischen Imams auf iranischem Boden. Die Stadt liegt in einer landwirtschaftlich geprägten Region; Hauptprodukte sind Wolle und die daraus hergestellten Teppiche. Von Maschhad führt eine 812 km lange Bahnstrecke nach Garmsar; von dort sind es 113 Bahnkilometer nach Teheran. Der Flughafen Maschhad gilt als der drittgrößte in Iran.

## Geschichte

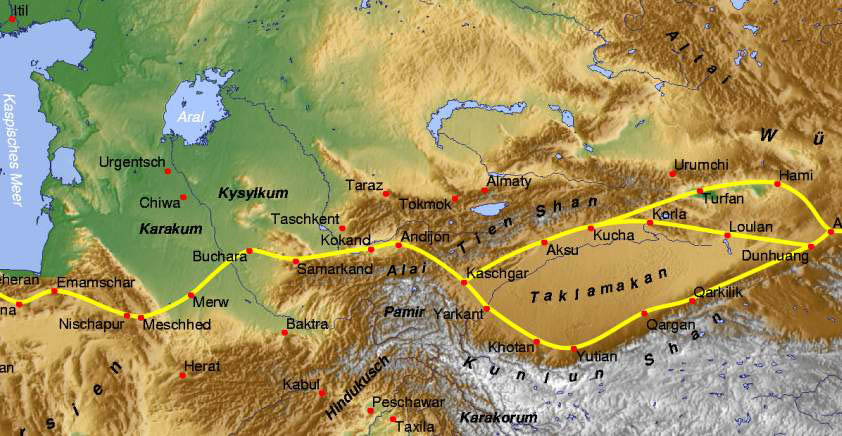
Zentralasien mit Seidenstraße

Die Stadt wurde um das Jahr 823 gegründet. Der Name (arabisch „Ort des Märtyrers“) entstand, weil dort das Grabmal des achten schiitischen Imams Ali ibn Musā ar-Rezā liegt, der dort der schiitischen Überlieferung zufolge auf Geheiß des Kalifen al-Ma'mūn vergiftet wurde. Davor war die Stadt ein eher unbedeutendes Dorf mit dem Namen Sanābād, das sich nach dem Tod des Imams zu einer wichtigen Wallfahrtsstätte entwickelte. Ein Heiligtum zu Ehren des Imams wurde errichtet, das heute eine der reichhaltigsten Sammlungen von Kunst- und Kulturgütern Irans beherbergt. Verschiedene theologische Schulen des schiitischen Islam nahmen von hier ihren Ausgang.

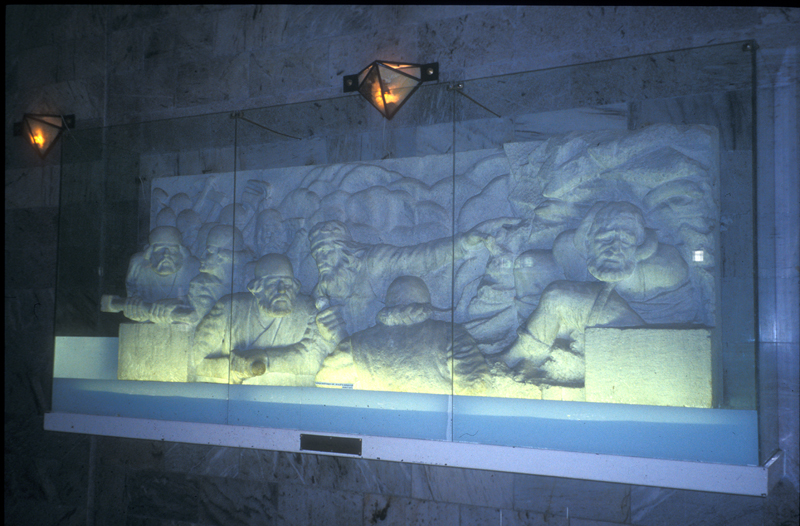
Relief in Tūs (nahe Maschhad), dem Geburtsort Firdausis, mit Darstellungen von Motiven aus der iranischen Mythologie im Schāhnāme

Neben ihrer religiösen Bedeutung als Heiligtum des schiitischen Islam kam der Stadt in der Vergangenheit auch große politische Bedeutung zu, als der persische Herrscher Nader Schah, der von 1736 bis 1747 regierte, die Stadt zu seiner Hauptstadt machte. Die Stadt profitierte durch ihre Lage an der Seidenstraße. So war sie ein Handelspunkt auf dem Weg zwischen West und Ost. Die Verkehrsanbindung durch die Seidenstraße half der Stadtentwicklung wie auch für Pilger attraktiv zu werden.
Obwohl hauptsächlich von Moslems bewohnt, gab es in der Vergangenheit einige religiöse Minderheiten in Maschhad, hauptsächlich Juden, die im Jahr 1839 gewaltsam zum Islam bekehrt wurden. Sie wurden bekannt als Dschadid al-Islam („Neulinge im Islam“). Äußerlich passten sie sich der islamischen Lebensweise an, bewahrten jedoch häufig heimlich ihren Glauben und ihre Traditionen.
Für die politische Atmosphäre Maschhads waren am Ende des 20. Jahrhunderts insbesondere die Massendemonstrationen im Mai 1992 kennzeichnend. Sie erfolgten aus dem Widerstand gegen den Abriss von Slums. Ein Bombenattentat auf den Imam-Reza-Schrein erfolgte am 20. Juni 1994, bei dem 26 Personen getötet wurden. Einen Monat nach sagte die sunnitische Gruppe Al-Haraka al-Islamiya al-Iraniya, dass sie den Angriff ausgeführt habe. Trotzdem beschuldigte die iranische Regierung die Volksmudschahedin Irans. 1998 und 2003 kam es zu Studentenunruhen nach gleichen Vorgängen in Teheran.
Für das Jahr 2017 hat die ISESCO Maschhad zur Hauptstadt der Islamischen Kultur der asiatischen Region ernannt.

## Bevölkerung
Maschhad hat über 3 Millionen Einwohner. Die meisten Einwohner sind Perser, wobei es arabische, kurdische und turkmenische Minderheiten gibt. Dazu kommen zahlreiche Flüchtlinge aus Afghanistan (meist Hazara). Durch Zuwanderung vom Land wuchs die Bevölkerung zu Beginn des 21. Jahrhunderts rasant an.
| Jahr | Einwohnerzahl |
| ---- | ------------- |
| 1950 | 0.173.000     |
| 1960 | 0.293.000     |
| 1970 | 0.489.000     |
| 1980 | 0.892.000     |
| 1990 | 1.680.000     |
| 2000 | 2.073.000     |
| 2010 | 2.661.000     |
| 2017 | 3.042.000     |

## Kultur

### Religiöse Ausbildungsstätten
Maschhad war lange Zeit ein Zentrum weltlicher und religiöser Gelehrsamkeit und ein Zentrum der islamischen Künste und Wissenschaften sowie der Frömmigkeit und Pilgerfahrt. Maschhad war ein Bildungszentrum mit einer beträchtlichen Anzahl von islamischen Schulen (Madrasas), von denen die meisten jedoch aus der späteren Safawidenzeit stammen. Die Maschhad Hawza (persisch حوزه علمیه مشهد, DMG ḥauze-ye ʿelmiyye-ye mašhad) ist eines der größten Seminare traditioneller islamischer Hochschulen in Maschhad, das nach der Revolution von Abbas Vaez-Tabasi (der ab 1979 Vorsitzender des Vorstands der Astan Quds Razavi war) geleitet wurde, und an der iranische Politiker und Geistliche wie Ali Chamenei, Ahmad Alamolhoda, Abolghasem Khazali, Mohammad Reyschahri, Morteza Motahhari, Abbas Vaez-Tabasi und Madmoud Halabi (der Gründer von Hojjatieh) und Mohammad Hadi Abd-e Khodaee Islamwissenschaften studierten. Heute gibt es in Maschhad neununddreißig Seminarschulen und schätzungsweise 2.300 Seminaristen in der Stadt.
Die Firdausi-Universität Maschhad(FUM), die nach dem großen iranischen Dichter benannt ist, hat hier ihren Sitz und gilt als die drittgrößte Institution, die ausländische Studenten anzieht, vor allem aus dem Libanon, Syrien, Jemen, Bahrain und den zentralasiatischen Republiken. Die Madrasa des Ayatollahs al-Chū'ī, die ursprünglich im 17. Jahrhundert erbaut und vor kurzem durch moderne Einrichtungen ersetzt wurde, ist das bedeutendste traditionelle Zentrum für religiöse Bildung in der Stadt. Die 1984 gegründete Razavi-Universität für Islamische Wissenschaften befindet sich im Zentrum der Stadt, innerhalb des Schrein-Komplexes. Das Prestige der traditionellen religiösen Ausbildung in Maschhad zieht Studenten an, die international als Talabeh oder „Mollah“ bekannt sind.
Maschhad beherbergt auch eine der ältesten Bibliotheken des Nahen Ostens, die Zentralbibliothek von Astan Quds Razavi mit einer Geschichte von über sechs Jahrhunderten. In der Zentralbibliothek der Stiftung befinden sich rund sechs Millionen historische Dokumente. Ein Museum beherbergt außerdem über 70.000 seltene Manuskripte aus verschiedenen historischen Epochen.
Das Astan-Quds-Razavi-Zentralmuseum, das Teil des Astan-e-Quds-Razavi-Komplexes ist, beherbergt islamische Kunst und historische Artefakte. Im Jahr 1976 wurde ein neues Gebäude von dem bekannten iranischen Architekten Dariush Borbor entworfen und gebaut, um das Museum und die alten Manuskripte unterzubringen.
Imad al-Din Mas'ud Shirazi, ein Arzt am Krankenhaus von Maschhad, schrieb im Jahr 1569 die früheste islamische Abhandlung über Syphilis, die vom europäischen medizinischen Denken beeinflusst war. Der Kashmar-Teppich ist eine aus dieser Region stammende Art von Perserteppich.
Zu den aktiven Galerien in Maschhad gehören: Mirak-Galerie, Parse-Galerie, Rezvan-Galerie, Soroush-Galerie und die Narvan-Galerie.
In den letzten Jahren war Maschhad ein klerikaler Stützpunkt, von dem aus die Angelegenheiten und Entscheidungen des Staates überwacht wurden. Im Jahr 2015 kritisierten die Geistlichen von Maschhad öffentlich die Aufführung von Konzerten in Maschhad, was dazu führte, dass der Kulturminister Ali Jannati die Konzerte in der Stadt absagte und am 19. Oktober 2016 zurücktrat.

### Zeitungen
In Maschhad gibt es zwei einflussreiche Zeitungen, Khorasan (خراسان) und Qods (قدس), die als „konservative Zeitungen“ gelten. Letztere wird von ihren derzeitigen und früheren Eigentümern herausgegeben und vertritt deren Ansichten: Astan-e Qods-e Razavi.

### Hauptstadt der islamischen Kultur
Die Organisation der islamischen Welt für Bildung, Wissenschaft und Kultur ernannte Maschhad am 24. Januar 2017 zur „Kulturhauptstadt der muslimischen Welt“ 2017 in Asien. Mehrere internationale Veranstaltungen, insbesondere die Unternehmer-Networking-Veranstaltung Entrepreneurs Show 2017, wurde von CODE International in Zusammenarbeit mit der Firdausi-Universität Maschhad, dem Chorasan Science and Technology Park und der Bezirksregierung von Maschhad Myshud Humayesh Chandalit „Karafrin Show“ in Mashhad Barghazar organisiert.

## Hauptstandorte
Neben dem Imam-Reza-Schrein gibt es eine Reihe großer Parks, die Gräber historischer Persönlichkeiten im nahe gelegenen Tūs und Nishapur, das Grab von Nader Shah und den Koohsangi-Park. Zum Koohestan-Park-e-Shadi-Komplex gehört ein Zoo, in dem viele Wildtiere gehalten werden und der viele Besucher nach Mashhad lockt. Hier befindet sich auch der Luftwaffenstützpunkt Maschhad (ehemals Imam-Reza Airbase), eine militärische Einrichtung, die Mirage-Flugzeuge beherbergt, und ein ziviler internationaler Flughafen. Zu den weiteren Sehenswürdigkeiten von Maschhad gehören das Khurshid-Schloss, der Vakil-Abad-Park, der Miniaturpark, der Professor-Bazima-Wissenschaftspark, das Astan-Quds-Razavi-Museum, die Keshti-Kuppel, die Harunieh-Kuppel, der Vogelgarten, das Anthropologie-Museum oder das Mehdi-Qolibek-Bad, der Mellat-Park, das Naderi-Museum und das Brotmuseum.
Einige Sehenswürdigkeiten liegen außerhalb der Stadt: das Grab von Khajeh Morad an der Straße nach Teheran, das Grab von Khajeh Rabi' 6 km nördlich der Stadt, wo sich einige Inschriften des berühmten safawidischen Kalligraphen Reza Abbasi befinden, und das Grab von Khajeh Abasalt, 20 km von Maschhad entfernt an der Straße nach Nishapur (alle drei waren Schüler von Imam Reza).
Zu den weiteren Sehenswürdigkeiten gehören das Grab des Dichters Firdausi in Tūs, 24 Kilometer entfernt, und die Sommerfrischeorte Torghabeh, Torogh, Akhlamad, Zoshk und Shandiz.
Das öffentliche Bad des Schahs, das 1648 während der Safawiden-Ära erbaut wurde, ist ein herausragendes Beispiel für die Architektur jener Zeit. Es wurde kürzlich restauriert und soll in ein Museum umgewandelt werden.

## Verkehr

### Luftverkehr
Vom Flughafen Maschhad gibt es Flugverbindungen vor allem in Nachbarländer.

### Bahn
Die Bahnstrecke Garmsar–Maschhad der iranischen Eisenbahn endet in Maschhad und verbindet die Stadt mit dem Eisenbahnnetz des Landes.
In den Jahren 2007 bis 2009 gab es Pläne für eine Transrapid-Verbindung mit der iranischen Hauptstadt Teheran, um Pilger effizienter transportieren zu können. Nach der Beauftragung einer Machbarkeitsstudie und einer Ablehnung durch die deutsche Bundeskanzlerin Angela Merkel wurde das Projekt jedoch nicht weiter verfolgt.

### Metro
Im ÖPNV der Stadt gibt es die seit 2011 fertige Stadtbahn Mashhad Metro. Die Bahn nutzt dreigliedrige Elektrotriebwagen, von denen 2010 die chinesische CNR Group Corporation Changchun 70 Einheiten geliefert hat.
Der erste, 8 km lange Abschnitt einer zweiten Linie der Stadtbahn wurde mit acht Haltestellen am 20. Februar 2017 eröffnet. Der zweite Abschnitt hat eine Länge von 6,5 km und befindet sich im Bau. Ebenfalls im Bau befindet sich die Strecke für eine dritte Linie. Deren erster Abschnitt soll 11,5 km lang und später in einem zweiten Abschnitt um 17 km verlängert werden.

## Vakilabad-Gefängnis
Nach Berichten von Menschenrechtsgruppen wurden im Zentral-Gefängnis von Maschhad, Vakilabad, in der zweiten Hälfte des Jahres 2010 und erneut 2011 heimliche Massenhinrichtungen von mutmaßlichen Rauschgifthändlern verübt. Dabei seien weder die Gesetze der Islamischen Republik Iran beachtet worden, noch sei es davor zu fairen Prozessen gekommen. Weder die Verurteilten noch ihre Rechtsanwälte noch ihre Angehörigen seien vor den Hinrichtungen informiert worden. In Iran steht auf den Besitz von mehr als 30 Gramm Rauschgift (Amphetamine, Crack, Heroin und andere Drogen) die Todesstrafe. Im Jahr 2005 schockierte die öffentliche Hinrichtung von Mahmoud Asgari und Ayaz Marhoni, zweier Jugendlicher im Alter von 16 und 18 Jahren, durch Aufhängen an einem Baukran am 19. Juli 2005 die Weltöffentlichkeit.

## Klimatabelle
|                       | Jan  | Feb  | Mär  | Apr  | Mai  | Jun  | Jul  | Aug  | Sep  | Okt  | Nov  | Dez  |   |       |
| Mittl. Tagesmax. (°C) | 7,2  | 9,2  | 13,9 | 20,8 | 26,6 | 32,2 | 34,4 | 33,0 | 28,9 | 22,3 | 15,4 | 9,7  | ⌀ | 21,2  |
| Mittl. Tagesmin. (°C) | −3,8 | −2,1 | 2,6  | 8,2  | 12,2 | 16,2 | 18,5 | 16,6 | 11,5 | 6,1  | 1,7  | −1,9 | ⌀ | 7,2   |
|                       |      |      |      |      |      |      |      |      |      |      |      |      |   |       |
| Niederschlag (mm)     | 33,0 | 35,2 | 55,6 | 46,3 | 27,6 | 4,2  | 1,1  | 0,8  | 1,7  | 8,6  | 16,4 | 24,7 | Σ | 255,2 |
|                       |      |      |      |      |      |      |      |      |      |      |      |      |   |       |
| Sonnenstunden (h/d)   | 5,4  | 5,5  | 4,8  | 6,4  | 9,2  | 11,4 | 11,7 | 11,6 | 10,2 | 8,3  | 6,7  | 5,4  | ⌀ | 8,1   |
|                       |      |      |      |      |      |      |      |      |      |      |      |      |   |       |
| Regentage (d)         | 8,6  | 10,4 | 13,8 | 12,1 | 8,7  | 2,5  | 0,9  | 0,5  | 0,9  | 3,9  | 5,3  | 8,1  | Σ | 75,7  |
|                       |      |      |      |      |      |      |      |      |      |      |      |      |   |       |
| Luftfeuchtigkeit (%)  | 76   | 74   | 70   | 63   | 49   | 37   | 35   | 34   | 38   | 49   | 63   | 72   | ⌀ | 54,9  |

| −3,8 |

| −2,1 |

| 2,6 |

| 8,2 |

| 12,2 |

| 16,2 |

| 18,5 |

| 16,6 |

| 11,5 |

| 6,1 |

| 1,7 |

| −1,9 |

| −3,8 |

| −2,1 |

| 2,6 |

| 8,2 |

| 12,2 |

| 16,2 |

| 18,5 |

| 16,6 |

| 11,5 |

| 6,1 |

| 1,7 |

| −1,9 |

## Hochschulen
- Firdausi-Universität Maschhad
- Maschad-Universität der Medizinwissenschaften
- Islamische Azad-Universität Maschhad
- Comprehensive University of Applied and Practical Sciences, Khorasan
- Imam-Reza-Universität
- Sadschad-Institut der Höheren Bildung

## Söhne und Töchter der Stadt
- Firdausi (um 940–1020), Verfasser des Heldenepos Schāhnāme, einem grundlegenden Bestandteil der persischen Kultur
- Nasīr ad-Dīn at-Tūsī (1201–1274), Theologe, Philosoph, Mathematiker, Astronom, Arzt
- Reza Abbasi (1570–1635), Miniaturmaler und Kalligraph
- Mohammad-Taqi Bahar (1886–1951), Dichter und Gelehrter
- Ali Khavari (1923–2021), Vorsitzender der Tudeh-Partei
- Muhammad Waez-zadeh Al-Khorasani (1925–2016), schiitischer Geistlicher
- Mohammad Taghi Massoudieh (1927–1999), iranischer Musikethnologe und Komponist
- Mehdi Achawan Sales (1929–1990), Lyriker
- Ali as-Sistani (* 1930), schiitischer Geistlicher im Irak
- Ali Schariati (1933–1977), Soziologe und Publizist, geboren im Vorort Mazinan
- Abbās Hakim (* 1934), Hochschullehrer, Schriftsteller, Lyriker und Dramatiker
- Nemat Mirzazadeh (* 1936), Dichter (Pseudonym: M. Āsarm)
- Esmā’il Cho’i (* 1938), Philosoph und Schriftsteller
- Ali Chamene’i (* 1939), religiöser Führer Irans (Oberster Rechtsgelehrter)
- Mohammad-Resa Schadscharian (1940–2020), Sänger Klassischer persischer Musik
- Ghazaleh Alizadeh (1949–1996), Dichterin und Schriftstellerin
- Hossein Sabet (* 1950), Teppichhändler, Verleger und Hotelier
- Mohammed Ali Abtahi (* 1958), persischer Geistlicher und Politiker
- Ebrahim Raisi (1960–2024), Jurist, Politiker und von 2021 bis 2024 Präsident Irans
- Mardjan Arvand (* 1963), Medizinerin, Bakteriologin und Hygienikerin
- Said Dschalili (* 1965), Politiker und Diplomat
- Anousheh Ansari (* 1966), US-amerikanische Unternehmerin und Multimillionärin
- Rafi Pitts (* 1967), britisch-iranischer Filmregisseur
- Chodadad Azizi (* 1971), Fußballspieler
- Darya Dadvar (* 1971), Sopranistin und Komponistin
- Maryam Hosseinian (1975–2025), Schriftstellerin
- Reza Enayati (* 1976), Fußballspieler
- Alireza Nikbakht Vahedi (* 1980), Fußballspieler
- Hamed Afagh (* 1983), Basketballnationalspieler
- Saeid Chahjouei (* 1986), Fußballspieler
- Reza Ghoochannejhad (* 1987), Fußballspieler
- Mahdi Chahjouei (* 1989), Fußballspieler
- Reza Haghighi (* 1989), Fußballspieler
- Kourosh Khani (* 1989), Autorennfahrer
- Kayvan Kohanfekr (* 1991), Radsportler
- Siavash Yazdani (* 1992), Fußballspieler
- Mitra Hejazipour (* 1993), französisch-iranische Schachspielerin
- Hossein Zamani (* 2002), afghanisch-niederländischer Fußballspieler

## Sport
Der Shahr Khodro FC ist der einzige Fußballverein in Maschhad, der in der höchsten iranischen Liga (PGL) spielt.

## Städtepartnerschaften
- Santiago de Compostela, Spanien
- Lahore, Pakistan
- Verona, Italien
- Fresno, USA
- Pula, Kroatien
- Matera, Italien, seit 2019[13]